# Cordillera del sur (Albania)

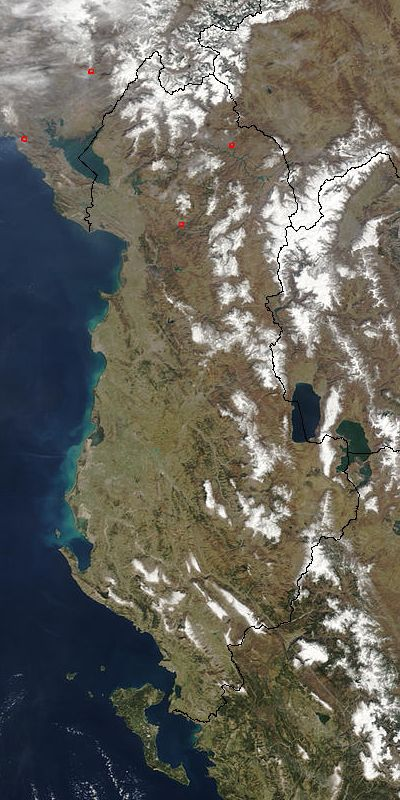
Mapa topográfico de Albania

La cordillera del sur (en albanés: Krahina Malore Jugore) es una región fisiogeográfica en el sur de Albania. Está definida por altas montañas y pocos valles y llanuras entre ellos. También es una de las cuatro áreas geográficas de Albania, las otras son la Cordillera del norte (la parte albanesa del Prokletije), las tierras bajas occidentales (en albanés: Ultësira Bregdetare), y la Cordillera central (en albanés: Krahina Malore Qendrore).
La cordillera incluye dos cadenas montañosas: la Trebeshinë - Dhëmbel - Nemërçkë y Shëndelli - Lunxhëri - Bureto. También incluye el Tomorr en su parte norte, el Monte Çika y las montañas Ceraunian en el oeste, dos montañas que están cerca del Parque Nacional Llogara. La región montañosa de Kurvelesh es parte de la cordillera, mientras que su región costera es parte de la riviera albanesa. La única llanura notable en la región es la llanura Vurg . La precipitación media de noviembre a enero es de 1.000mm.

## Montañas Nemërçkë

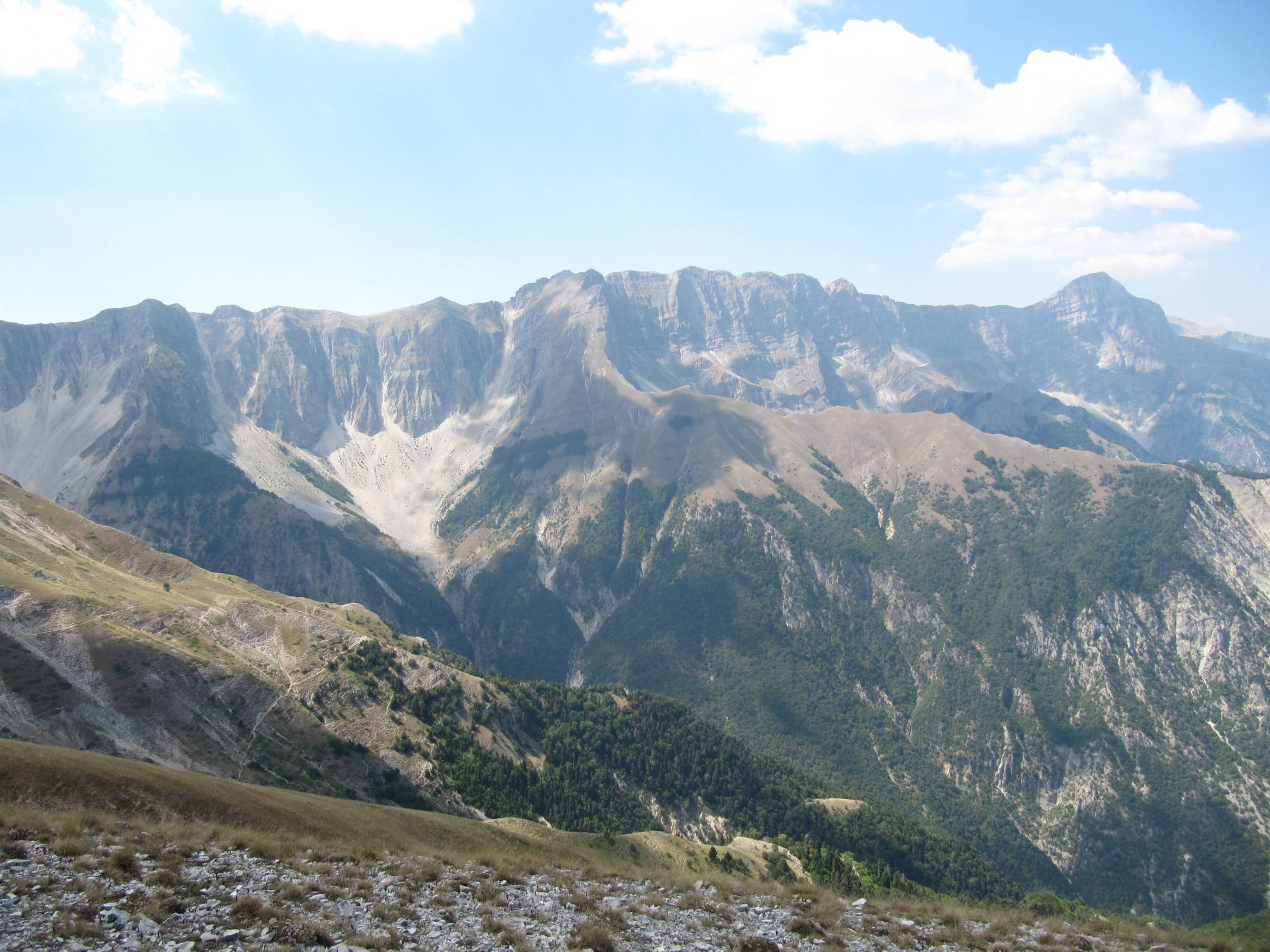
Una vista del sur de Nemërçka.

La cordillera de Nemërçkë es una cordillera corta en el sur de Albania, en la frontera entre Albania y Grecia, que se extiende desde el noroeste hacia el sureste. Al norte, Nemërçkë está separada de las montañas Pindo albanesas, por el río Vjosë, el segundo río más largo de Albania, mientras que al sur alcanza la frontera albano-griega. El Vjosë fluye hacia el este de las montañas. Una parte de la zona norte de la cordillera, que también es la más alta, está protegida por el Parque Nacional Abeto de Hotova . 
En términos geomorfológicos, los Nemërçkes son parte del macizo Nemërçka. La cima de la cordillera, Maja e Papingut es el pico más alto. con una altura de 2.482 m y una prominencia de 1792 m, siendoel 44° pico montañoso más destacado de Europa. La montaña es muy empinada y se caracteriza por sus abruptos acantilados, que caen impresionantemente hacia el Vjosë. Otros picos son:  Maja e Gatakut  2.269 m, Maja y Qesarit 2.253 m, y Maja e Poliçanit  con 2.138 m.   